# Bruno Durieux
Pour les articles homonymes, voir Durieux.
Bruno Durieux, né le 23 octobre 1944 à Montigny (Sarthe), est un économiste, homme politique climato-relativiste et sculpteur français.

## Biographie
Issu d’une famille nombreuse Bruno Durieux est le septième de neuf enfants. Son père Paul Durieux était conservateur des eaux et forêts. Il effectue ses études au Lycée de Sèvres puis au Lycée Louis-le-Grand. Il est diplômé de Polytechnique en 1966 puis de l’ENSAE en 1969. Bruno Durieux fait sa période militaire comme officier parachutiste sous les ordres du Général Marcel Bigeard entre 1967 et 1968. 
Il entame sa carrière comme administrateur de l’Insee. Chargé de la conjoncture et du plan à la division emploi de l’Insee (1970-1974), rédacteur en chef de la revue "Économie et Statistique" et rapporteur des comptes de la Nation (1975), il entre au cabinet de Raymond Barre alors ministre du Commerce extérieur en 1976. Il le suivra à Matignon entre jusqu’en 1981 comme conseiller pour les affaires économiques, monétaires et financières. Il participe activement à la dérégulation de l’économie, notamment à la libération des prix dans les années 1978-1980.
Il est élu député du Nord en 1986. Membre de la commission des finances, il défend la diminution des dépenses publiques, le retour à l’équilibre des comptes de l’État et des régimes sociaux. Il entre au Gouvernement en 1990 comme ministre d’ouverture durant le second mandat de François Mitterrand en tant que ministre délégué à la  Santé entre 1990 et 1992, où il fait passer le numerus clausus pour les études de médecine sous la barre des 4000, puis au commerce extérieur entre 1992 et 1993. Il participe alors à la clôture du dernier cycle de négociations commerciales multilatérales (Uruguay Round). Durant cette période, le commerce extérieur de la France est revenu à l’équilibre après des années de déficit.
Il enseigne l’économie à l'IEP de Lille  en 1993-1994 puis à Sciences Po Paris de 1995 à 2005.
Bruno Durieux est, entre 1995 et 1998, représentant spécial du ministre de la Défense pour les affaires internationales et, de 1997 à 2001, dirige le groupe Défense conseil international (DCI), qui fournit aux pays amis des formations aux systèmes de défense exportés par la France. Après quoi il est nommé Inspecteur général des finances, membre du Haut conseil pour l’avenir de l’assurance maladie (2006-2012), de la commission de la déontologie de la fonction publique (2001-2009) et de l’autorité de la statistique publique depuis 2009. Il a également présidé entre 1999 et 2014 le Comité national des conseillers du commerce extérieur de la France (CNCCEF). 
Depuis 1995 il est maire de Grignan (Drôme) où il a créé le Festival de la correspondance, événement culturel et littéraire en hommage à Madame de Sévigné. 
Bruno Durieux mène, parallèlement à sa carrière officielle, une œuvre de sculpteur sur fer. Il expose en Chine, en Pologne, à Paris et en province. Il a travaillé dans les ateliers d'Anthony Caro (Triangle international workshop) et de Albert Féraud.
En 2019, il fait partie des 40 signataires français d'une lettre ouverte intitulée « There is no Climate Emergency » (« Il n'y a pas d'urgence climatique ») remise aux dirigeants de l'Organisation des Nations unies par la Climate Intelligence Foundation.

## Détail de ses fonctions gouvernementales
- Ministre délégué auprès du ministre des Affaires sociales et de la Solidarité, chargé de la Santé du gouvernement Michel Rocard (2) (du 2 octobre 1990 au 16 mai 1991)
- Ministre délégué auprès du ministre des Affaires sociales et de l'Intégration, chargé de la Santé du gouvernement Édith Cresson (du 16 mai 1991 au 4 avril 1992)
- Ministre délégué auprès du ministre de l'Industrie et du Commerce extérieur, chargé du Commerce extérieur du gouvernement Pierre Bérégovoy (du 3 juin 1992 au 29 mars 1993)

## Décorations
- Officier de la Légion d'honneur
- Officier de l'ordre national du Mérite
- Commandeur de l'ordre des Arts et des Lettres

## Publications
- Sculptures, éditions Ramsay, 1994
- Du bon usage d'une élection présidentielle, éditions Ramsay, 1995
- Raymond Barre, un homme singulier dans la politique française, éditions du Fallois, 2010 (participation)
- Contre l'écologisme. Pour une croissance au service de l'environnement, éditions de Fallois, 2019[10]